# Casa-studio Vivarelli
La Casa-studio Vivarelli si trova in via di Felceti a Pistoia ed è un interessante esempio di architettura del XX secolo in Toscana.

## Storia
Lo scultore Jorio Vivarelli decise, alla fine degli anni sessanta, di acquistare un terreno sulle colline vicino a Pistoia. A quell'epoca, l'artista viveva a Firenze e, insegnando nella Scuola d'arte di Pistoia, era costretto a quotidiani spostamenti.
Da alcuni anni egli aveva stabilito legami di amicizia e di collaborazione professionale con l'architetto Oskar Stonorov, operante da tempo negli Stati Uniti. Stonorov, scultore egli stesso, si era inserito nell'ambiente artistico pistoiese e frequentava la Fonderia Michelucci.
Sul terreno acquistato da Vivarelli apparve possibile realizzare un sogno comune ai due artisti: la costruzione di una casa-studio, necessaria non solo per portare avanti i lavori in corso di esecuzione, ma soprattutto per dar vita a una «Bottega Artigiana del Quattrocento [dove] per 'Bottega' s'intendeva un rapporto umano, uno scambio di idee per giovani e fra giovani universalmente inteso, un punto di incontro» (Vivarelli 1972).
Stonorov elaborò il progetto della casa e i lavori iniziarono nell'estate 1969. Le ripetute assenze per motivi di lavoro e la tragica morte avvenuta nel 1970 impedirono all'architetto di seguire con assiduità i lavori. La casa, ricorda Vivarelli, crebbe quasi spontaneamente, senza tradire, tuttavia, l'idea originaria di Stonorov. In un anno l'edificio fu completato.
Nel 1971 la casa-studio ospitò i corsi per studenti stranieri dell'Università internazionale dell'arte, organizzati da Carlo Ludovico Ragghianti, divenendo centro di intensi scambi culturali: era la realizzazione degli intenti di Stonorov e Vivarelli.
Successivamente, la destinazione dell'edificio divenne quella di studio personale dell'artista. Esigenze di lavoro portarono all'ampliamento del piano seminterrato, dove venne ricavato un altro ambiente di lavoro e di esposizione delle opere dello scultore. Oltre allo studio di scultura esiste anche uno studio di grafica.
Nel 2000 sorse la Fondazione Pistoiese Jorio Vivarelli, con la donazione alla città di Pistoia delle opere e della villa fatta costruire dall'artista di cui porta il nome. Ne fanno parte il comune, la provincia di Pistoia, la Fondazione Cassa di Risparmio di Pistoia e Pescia, il comune di Montale e l'Ansaldo Breda S.p.A.. Ha lo scopo statutario di conservare, tutelare e valorizzare l'opera e il patrimonio artistico del maestro.

## Descrizione
La villa riprende gli aspetti caratteristici dell'architettura toscana con il cotto rosso, i muri color ocra e le grandi finestre ad arco, e si apre su un parco ricco di ulivi, cipressi, mimose, acacie, tigli e pioppi, che accoglie alcuni monumenti in bronzo di Jorio Vivarelli.
La casa-studio è articolata, in pianta, in tre corpi disposti a "T", ciascuno coperto con un tetto a una sola ampia falda e posto a livello sfalsato rispetto a quello contiguo, seguendo l'andamento del terreno, in lieve pendio.
Uno dei tre bracci della "T" è interamente destinato a studio: un ambiente illuminato da ampie finestrature, a doppio volume, che abbraccia l'altezza del piano seminterrato e del piano terra, oltre a sfruttare la pendenza del tetto.
La zona d'ingresso svolge anche la funzione di raccordo tra le varie parti della casa. Al di sopra, si trova un mezzanino che si affaccia, da un lato, sul vasto studio. Il corpo opposto allo studio è destinato all'abitazione, che impegna una parte piuttosto ridotta dell'edificio. La veranda, inserita nel progetto all'inizio del terzo corpo, quello più a valle, è stata poi chiusa da finestrature e viene usata come intimo e luminoso soggiorno.
Il braccio volto a valle, l'unico a disporsi su tre piani sfruttando la pendenza del terreno, è stato ampliato, per ospitare le numerose sculture dell'artista, altri ambienti di lavoro e il laboratorio di grafica. Dal piano seminterrato al piano primo sale una scala a chiocciola, già prevista nel progetto di Stonorov, e poi completata con progetti esecutivi e direzione lavori dall'architetto Massimo Baldi. All'esterno la casa, circondata da un ampio giardino, scenario anch'esso di opere dello scultore, è caratterizzata dal gioco delle falde dei tetti e da particolari aperture ad arco che, presenti in più fronti, si propongono di richiamare alla memoria l'edilizia rurale toscana, cara tanto all'architetto, straniero ma toscano di adozione, sia allo stesso Vivarelli, che ebbe parte attiva nell'ideazione e nella realizzazione della casa.
Negli spazi interni, in quattro saloni, sono custoditi i disegni, le incisioni, le medaglie, le monete e alcune sculture che documentano il percorso dell'artista dalla giovinezza alla maturità. La fototeca e la biblioteca sono consultabili su prenotazione.

## Critica
La casa Vivarelli costituisce un episodio significativo ma marginale nell'attività di Stonorov, sia per la sua collocazione geografica sia perché in gran parte realizzata dopo la sua morte. La rivista "L'Architettura - cronache e storia" dedica un numero monografico (n.200, 1972) all'architetto americano prematuramente scomparso con scritti di G.B. Bassi e dello stesso Jorio Vivarelli.